# Giannina Censi
Giannina Censi (Milano, 25 gennaio 1913 – Voghera, 5 maggio 1995) è stata una ballerina e coreografa italiana.
Dopo aver esordito in opere classiche sotto la direzione di Ettore Romagnoli, negli anni Trenta è stata la principale interprete delle danze futuriste come l'Aerodanza, di cui spesso ha realizzato le coreografie. Ha collaborato in particolare con Filippo Tommaso Marinetti, di cui ha interpretato la Simultanina, e con Riccardo Pick-Mangiagalli. In seguito si è dedicata all'insegnamento della danza nelle scuole. Il suo archivio è conservato presso l'Archivio del '900 del Mart di Rovereto.

## Biografia
Giannina Censi nasce a Milano il 25 gennaio 1913. Il padre è Carlo Censi, compositore e professore di musica al Conservatorio di Milano, la madre è Carla Ferrario, pianista e cantante, sorella dell'aviatrice Rosina Ferrario. Suo figlio, Cristiano Censi, è autore, regista e attore teatrale e cinematografico, nonché fondatore, insieme a Isabella Del Bianco, della Scuola di Recitazione Teatro Azione. Nel 1926 inizia a prendere lezioni di danza con la maestra Angelina Gini, insegnante al Teatro alla Scala di Milano, secondo il metodo elaborato da Enrico Cecchetti. Nel 1929 esordisce al Teatro Licinum di Erba con due rappresentazioni classiche: l'Alcesti di Euripide e il Mistero di Persefone di Ettore Romagnoli, sotto la direzione dello stesso Romagnoli e con il corpo di ballo di Jia Ruskaja. Nello stesso anno interpreta anche il poema lirico Stelle, parole di Pietro Karr con le musiche di Piero Albergoni, e La danza degli spiriti delle vette presso il Palazzo Carducci di Como. Nel 1930 si reca a Parigi per frequentare i corsi di danza classica tenuti da Lubov Erogova, prende lezioni di flamenco e danza indiana da Uday Shankar e incontra Joséphine Baker.
All'inizio degli anni Trenta Censi interpreta numerose esibizioni di danza futurista, in particolare l'Aerodanza ideata da Enrico Prampolini. Il 14 marzo 1930 al Castello Sforzesco di Milano è interprete e coreografa delle pantomime futuriste Oppio e Grottesco meccanico, scritte e recitate da Flavio Gioia su musica di Gian Francesco Malipiero e Riccardo Pick-Mangiagalli. Nello stesso anno si dedica anche a spettacoli più tradizionali, con Le danze della Jungla al Teatro municipale di Piacenza (5 aprile), il Mefistofele di Arrigo Boito al Teatro Massimo di Alessandria (26 novembre) e Un sogno di Carl Maria von Weber al Teatro degli Arcimboldi di Milano (5 dicembre). Tra il 28 maggio e il 16 giugno 1931 Censi partecipa alla tournée teatrale Simultanina, su opera di Filippo Tommaso Marinetti. Il 31 ottobre dello stesso anno si esibisce alla Galleria Pesaro di Milano, in occasione della Mostra di aeropittura e scenografia futurista.
Nel 1933 Censi è scritturata da Pick-Mangiagalli per la parte di Pierrot nell'opera lirica Il carillon magico presso il Teatro San Carlo di Napoli. Nello stesso anno interpreta e realizza la coreografia dell'Alcesti di Euripide, diretto da Romagnoli al Littoriale di Bologna e dei Grandi balletti di Giuseppe Adami alla Fiera campionaria di Padova. L'anno seguente partecipa a spettacoli futuristi al Cinema Garibaldi di Padova (10 febbraio), al Circolo artistico di Trieste (10 aprile), e al Teatro Convegno di Milano dove interpreta i poemi di Fortunato Depero Il vento e Macchina monella (12 giugno). In seguito è impegnata nel teatro leggero con le compagnie di Achille Maresca e Armando Fineschi, insieme a Wanda Osiris e Riccardo Billi. Nel 1936 è costretta a interrompere l'attività di ballerina a causa di una lesione al menisco, si dedica quindi all'insegnamento della danza a Sanremo, Milano, Genova (1954–1980) e Voghera (1960–1990).
Negli anni Settanta Censi è coinvolta in esperienze di studio e recupero della danza futurista, in particolare il Programma di danze futuriste alla Galleria d'arte Il Brandale di Savona (1979). Nello stesso anno è inclusa nella mostra sulle donne dell'avanguardia italiana al Center for Italian Studies della Columbia University di New York, a cura di Mirella Bentivoglio. Nel 1994 è consulente per le aerodanze nello spettacolo di Pierpaolo Koss W la macchina e lo stile d'acciaio alla Biennale di danza di Charleroi in Belgio. Si spegne a Voghera il 5 maggio 1995. Dal 4 settembre 1997 al 5 marzo 1998 la Casa d'arte futurista Depero di Rovereto espone una mostra dedicata a Giannina Censi, dal titolo Giannina Censi. Danzare il futurismo. L'archivio di Giannina Censi è conservato presso l'Archivio del '900 del Mart di Rovereto.